# Trois histoires pour enfants
Trois histoires pour enfants (W33) is een compositie van Igor Stravinsky voor stem en piano, op oorspronkelijk Russische teksten vertaald in het Frans door Charles Ferdinand Ramuz met als opdracht 'Pour mon fils cadet'. Het werk is tussen 1915 en 1917 gecomponeerd in Morges.
Alle drie liederen handelen over dieren:
1. Tilimbom (gecomponeerd op 22 mei 1917; over een kat, een geit en een haan)
2. Les canards, les cygnes, les oies… (gecomponeerd op wrsch. 21 juni 1917; over eenden, zwanen, ganzen en vlooien)
3. Chanson de l'ours (gecomponeerd op 30 december 1915; over een beer)

In december 1923 maakte Stravinsky in Biarritz een orkestratie van Tilimbom voor stem en orkest, waarbij het werk bijna verdubbeld werd in lengte. In 1954 maakte Stravinsky een her-instrumentatie van Tilimbom voor fluit, harp en gitaar; hij nam deze bewerking op in de Four songs for voice, flute, harp and guitar.

## Oeuvre
Zie het Oeuvre van Igor Stravinsky voor een volledig overzicht van het werk van Stravinsky.

## Geselecteerde discografie
- Tilim-bom  door Evelyn Lear, sopraan en het Columbia Chamber Orchestra o.l.v. Robert Craft (Stravinsky Songs 1906-1953, CBS 72881, 1971; in 1991 verschenen op cd in de 'Igor Stravinsky Edition' in het deel 'Opera' (sic), 2 cd's SM2K 46298)
- Four songs for voice, flute, harp and guitar, door Adrienne Albert, sopraan, Louise di Tullio, fluit, Dorothy Remsen, harp en Laurindo Almeida, gitaar (referenties zie Tilim-Bom)